# 猪狩ともか
猪狩 ともか（いがり ともか、1991年（平成3年）12月9日 - ）は、日本のアイドル、女優、YouTuber。仮面女子のメンバー。メンバーカラーは黄色。埼玉県出身。アリスプロジェクト所属。

## 略歴
2014年5月1日にアリスプロジェクト所属、5月23日からスライムガールズのメンバーとして芸能活動開始（ステージデビュー）。
2014年7月スライムガールズ卒業、上位ユニットにあたるOZへ加入。OZではライオン担当でリーダーを務める。
2015年9月5日、10周年を迎えたアレアレアの新たな試みとして生まれたアイドルグループ「アレアガールズ」に加入。
2017年2月13日、アレアガールズ卒業。
2017年2月19日、OZを卒業し上位ユニットのスチームガールズに昇格。ステージデビューから1004日の晴れ姿であり、仮面女子はおろか地下アイドルの中でも下積みが長い。
2017年2月26日、仮面女子加入式。
2018年1月20日より、前任の神谷えりなから引き継いで、三代目リーダーに就任。2019年9月15日まで担当。
2018年4月11日、歩道を歩いていたところ看板が強風で倒れる事故に巻き込まれ脊髄を損傷。両下肢完全麻痺と診断され、以降車椅子生活となる（詳細は#事故節を参照）。
2020年2月17日、同年9月19日に開催される仮面女子ワンマンライブをもってグループを卒業しソロ活動に移ることが発表される。同日、自身のYouTubeチャンネルを開設。卒業の理由について「1人で頑張っていきたい」と発表の場で話したほか、のちのインタビューで「26歳の誕生日を迎えた直後から、アイドルと名乗るのはそろそろ限界なのではと思うようになった。1年半も悩んだ末に2019年9月にスタッフとメンバーに打ち明けた」と語っている。しかし新型コロナウィルスの終息が見えず、ワンマンライブ自体が同年12月12日に延期されたことを受け、卒業を延期することを明らかにした。12月12日、ワンマンライブは行われたが、同日発表の初のアルバムに、自身が作詞した「ファンファーレ☆」が所収されることなどもあって、再延期。2021年9月19日、仮面女子カフェ2部公演で行われた生誕ライブの中で「卒業撤回」を発表した。
2021年8月24日に開催された東京パラリンピックの開会式で公開された聖火リレーの映像に猪狩が登場している。
2023年2月19日、仮面女子はそれまでの4ユニットから構成される体制を改め、「仮面女子」「スチームガールズ」の2つのグループに分かれて再始動した。猪狩はスチームガールズの所属からは外れ、新生・仮面女子の一員として活動している。
2023年4月1日、前日から開催の『大つけ麺博 Presents 帰ってきた最強ラーメン祭』及び、5月12日から開催の『八街！激うま！ラーメン祭』を盛り上げるために結成された「トッピング☆ガールズ」の一員となる。
障害を負って以降はグループ内でセンターを務める事が多い（「ファンファーレ☆」など）。

## 人物
- 管理栄養士の資格を所有している[16]。
- 野球ファンであり、高校野球やプロ野球を応援している[17]。高校時代には球場でアイスクリームの売り子のアルバイトをしていた[18]。地元・埼玉にホームのある埼玉西武ライオンズの大ファンで、西武ドームでライブをするのが夢である[19]。2017年9月8日に、念願だった西武ドームでの始球式を務めた。
- ピアノと水泳を習っていた。
- 中学校ではソフトテニス部に所属[20]。
- 主な愛称は『いがとも（ちゃん）』や『ともかちゃん』だが、アリスの先輩やスタッフからは名字で、スチームガールズに所属していた雪乃しほりからは『猪狩さん』、小島夕佳からは『いがちょん』と呼ばれる。またアーマーガールズに所属していた窪田美沙からは『いがともちぃ』と呼ばれた。

## 事故
2018年（平成30年）4月11日、東京都文京区の湯島聖堂の外周歩道を歩いていた際、強風により木製の案内板（長辺3.5m、短辺2.8m、重さ数百kg）が倒れて来て下敷きになり、病院で6時間にも及ぶ緊急手術を受けた。手術後は集中治療室で絶対安静の状態になり、芸能活動は当面休止となった。
4月19日、ICU（集中治療室）からHCU（ハイケアユニット）に移ったことが明らかにされる。
5月7日、事故後初めてブログを更新。「脊髄損傷による両下肢完全麻痺」と診断され、今後は車椅子での生活となることを公表した。このブログの中で、瞼裂傷、頭部挫創、脚・肋骨・胸椎・腰椎の骨折、脊髄損傷という怪我の様子や、完治は困難ながら徐々に快方に向かい、自立した車椅子生活を送れるよう、約3ヶ月後の退院を目指し、毎日リハビリテーションに励んでいることなどを報告した。そして仮面女子のTwitterにて、猪狩がグループの一員としての活動を継続することと、猪狩の活動を所属事務所のアリスプロジェクトが全面的にサポートすることを発表した。
8月26日、秋葉原にある「仮面女子カフェ」で行われた「仮面女子ライブ」でフィナーレに登場し、事故から約4か月ぶりに活動を再開。会場一面に猪狩のメンバーカラーである黄色のサイリウム、手作りの黄色い旗、ひまわりが広がり猪狩を迎えた。復帰会見では、埼玉西武ライオンズが主催する車椅子ソフトボール大会のスペシャルナビゲーターへの就任、9月9日の対千葉ロッテマリーンズ戦（メットライフドーム）での始球式、仮面女子の楽曲の作詞、障害者スポーツへの挑戦などが発表された。
8月31日・9月1日、オリックス・バファローズ対埼玉西武ライオンズの「めがねのまちさばえDAY」（京セラドーム大阪）に出演し、君が代斉唱と始球式の補助を務めた。
9月9日の西武ライオンズ対千葉ロッテマリーンズ戦（メットライフドーム）始球式では、自ら投球を行なった。
9月26日、事故から5か月半ぶりに退院。
10月13日開幕の「福井しあわせ元気大会」（第18回全国障害者スポーツ大会）開会式に出演。
12月22日、仮面女子のメンバーで東京大学出身の桜雪が、2019年3月をもってグループを卒業し政治に転身することを発表。その理由として、車椅子生活になっても懸命にリハビリテーションをして、アイドルに戻ってきた猪狩の姿を見たことを挙げた。桜は「橋本ゆき」（本名：橋本侑樹）の名義で2019年4月21日の第19回統一地方選挙後半戦にて投開票の東京都渋谷区議会議員選挙に出馬し当選。その後、アリスプロジェクトを退所した。
2019年5月1日、舞浜アンフィシアターで開催された仮面女子約3年半ぶりのワンマンライブ「『仮面女子の世界』＠舞浜アンフィシアター」では、武井壮から贈られた電飾で光るステージ用車椅子で登場した。
5月29日に設置された東京都の「東京2020パラリンピックの成功とバリアフリー推進に向けた懇談会」のメンバーとして委嘱を受ける。
6月12日、背骨を固定しているボルトを抜く手術のために再度入院。同19日、退院。
2020年1月6日、東京五輪・パラリンピックの埼玉開催をPRする「SAITAMA PRIDEスペシャルPRサポーター」の委嘱を受ける。
7月31日、初の著書『100%の前向き思考 生きていたら何だってできる! 一歩ずつ前に進むための40の言葉』（東洋経済新報社）を上梓。
2020年某日のHERO X編集長・杉原行里との対談がきっかけで株式会社RDSによってステージ用車椅子が改造され、12月12日仮面女子ワンマンライブ「MASK PRIDE2」にてお披露目された。猪狩作詞「ファンファーレ☆」のミュージックビデオにも登場。12月25日には森下舞桜、木下友里とともにラジオ番組「HERO X RADIO」（渋谷クロスFM）に出演し、杉原行里、HERO Xプロデューサー・佐藤勇介と共演を果たした。
2021年3月9日付で、両親と共に日本国政府（文化庁）を相手取り、1,000万円の賠償を求める国家賠償訴訟を東京地方裁判所に起こした。事故の原因となった看板は文化庁が設置したもので、木製の脚の根元が腐っていたとし、「国は数十年にわたり安全対策を怠った」と主張。看板が敷地内に設置されていた湯島聖堂の管理を、文化庁から委託されている公益財団法人斯文会とは裁判外で和解が成立したが、猪狩側は「看板の管理を財団法人に委ねていたとしても、国による管理の瑕疵は否定できず、損害賠償の責任を負う」と主張した。5月10日、第1回口頭弁論が行われ、日本国政府は請求棄却を求めた。2022年（令和4年）6月27日、判決公判が行われ、東京地裁は「看板は湯島聖堂の管理を委託されている公益財団法人斯文会が、自らの事業のために設置・管理しているものと推認され、国が事実上管理しているとは認められない」などと指摘し、猪狩側の請求を退ける判決を言い渡した。
2021年7月から、月に数回、「装着型サイボーグHAL」を使用したリハビリを行っている。脳から出ている神経の電気信号を下半身に装着したHALが感知して脚を動かす「歩行プログラム」で、脳からの信号をより強くし、最終的には自分で電気信号をコントロールできるようになることを目的にしている。

## ユニット活動
- スライムガールズ（2014年5月23日ステージデビュー - 2014年7月26日）
- OZ（2014年7月27日 - 2017年2月19日）
- アレアガールズ（2015年9月5日 - 2017年2月13日）
- スチームガールズ（2017年2月19日 - 2023年2月19日）
- ほわいと☆milk（2017年10月28日 - ）[注釈 2]
- トッピング☆ガールズ（2023年4月1日 - ）

## 個人活動

### イベント
- 2017年9月8日、埼玉西武ライオンズ対北海道日本ハムファイターズ戦（メットライフドーム）で始球式。アンダースローで投球した[62][63]。
- 2018年9月9日、埼玉西武ライオンズ対千葉ロッテマリーンズ戦（メットライフドーム）で車椅子での始球式[37][64]。
- 2019年5月26日、埼玉西武ライオンズ対北海道日本ハムファイターズ戦（メットライフドーム）でSKE48の惣田紗莉渚と始球式[65][66]。
- 2019年11月11日、埼玉県所沢市の埼玉西部消防局に於いて一日消防署長を務めた[67]。
- 2022年5月14日、埼玉西武ライオンズ対東北楽天ゴールデンイーグルス戦（ベルーナドーム）でイベント出演。
- 2022年8月7日、HANDSIGN presents『Song of Sign vol.1 〜夏フェス 手話〜 for SDGs』（ひらしん平塚文化芸術ホール 大ホール）に出演。
- 2023年7月2日、埼玉西武ライオンズ対福岡ソフトバンクホークス戦（ベルーナドーム）でイベント出演。

### 映画
- いま、ダンスする（2017年4月20日公開、アリスプロジェクト）- 藤平 美結 役[68]
- リスタート:ランウェイ〜エピソード・ゼロ（2019年9月公開、バリアフリー・フィルム・パートナーズ）- ヒナタ 役
- 片袖の魚（2021年7月10日公開、みのむしフィルム） - 辻 史夏 役[69]

### テレビ番組
- 山里と100人の美女 真夏の女子会 大告白SP（2016年8月8日、TBSテレビ）[70]
- 真夜中のおバカ騒ぎ!（2017年2月16日、チバテレビ / 2017年2月18日、TOKYO MX）[71]
- ハートネットTV（2019年4月1日 - 、NHK Eテレ）[72]
- バリバラ〜障害者情報バラエティー〜（2019年5月16日・23日、NHK Eテレ） - 「スケッチコメディー〜障害者が職場にやってきた〜」[73]
- ザ・ノンフィクション 「ある日 娘は障がい者になった〜車椅子のアイドルと家族の1年〜」（2019年8月25日、フジテレビ）[74][75]
- パラスポーツが世界を変える〜2020から未来へ〜（2020年3月13日、BS-TBS）[76]
- スイモクチャンネル（2020年8月20日、BS-TBS）[77]
- 東京パラリンピック中継（2021年8月26日 - 、NHK総合）
- 有吉のお金発見 突撃!カネオくん（2023年8月19日、NHK総合）

### ラジオ番組
レギュラー番組
- アリスタ!（2015年10月8日 - 2017年2月23日、FMやまと）[78]

メインパーソナリティー
- ホリデースペシャル「太田胃散 presents ワンダフル クリスマス イブ」（2018年12月24日、TOKYO FM）[79]
- 『猪狩ともかのアリスタ！』～復活年越しスペシャル2022～（2022年12月31日、FMやまと）

ゲスト出演
- 渋谷女子企画（2016年11月18日、2019年4月19日、渋谷クロスFM）[80]
- さいたま自慢ちば自慢（2017年4月1日、NHK千葉放送局）[注釈 3][81]
- 荻上チキ・Session-22（2018年10月8日、TBSラジオ）[82]
- HERO X RADIO （2020年12月25日、渋谷クロスFM）
- 大竹まことゴールデンラジオ（2020年8月21日、文化放送ラジオ）[83]
- 山崎怜奈の誰かに話したかったこと。（2022年11月9日、TOKYO FM）
- 荻上チキ・Session（2023年5月24日、TBSラジオ）
- 井上貴博　土曜日の「あ」（2023年6月10日 - 、TBSラジオ）

### 著書
- 100%の前向き思考 生きていたら何だってできる! 一歩ずつ前に進むための55の言葉（2020年7月、東洋経済新報社、ISBN 978-4492046609）[55][84]

### 雑誌
- 週刊ベースボール（2018年10月31日号、ベースボール・マガジン社）[85]
- 灯台（2023年11月号、「未来を照らすTODAIインタビュー」第64回　第三文明社）

### フリーペーパー
- 「ゴールデンライフ」 - 連載「猪狩ともかの車いすJourney」（2020年9月号 - 2022年7月号）[86]

### その他
- TEAM BEYOND（東京都、2018年12月 - ） - メンバー[87]
- 障害者向け求人サイト「エラビバ」（株式会社スペシフィック、2019年 - ） - スペシャルアンバサダー[88][89]
- 障がい者eスポーツの全国大会「バリアブレイクカップ」（NPO法人 e-sports Barrier Break-Cup プロジェクトジャパン、2023年 - ） - 公式アンバサダー[90]